# Jardin botanique de l'université de Ferrare
Le jardin botanique de l'université de Ferrare est une institution du département de biologie et d'évolution de la faculté de sciences de l'université de Ferrare.
Il est situé dans le jardin du Palazzo Turchi di Bagno auquel on accède du Corso Porta Mare. Autrefois, l'emplacement original du jardin se trouvait dans la cour du palazzo Paradiso (it) qui abritait l'ancien siège de l'université.

## Historique
En 1771, à la suite de la promulgation de nouveaux statuts, l'Université se dote d'un jardin botanique, dit à l'époque « Orto dei Semplici » (jardin des simples). Et sa création tardive par rapport à celle des autres jardins universitaires n'enlève rien aux recherches botaniques déjà effectuées au sein de son université connue pour être à la Renaissance l'une des meilleures écoles de médecine, en premier lieu de  botanique, faisant de Ferrare, avec son enseignement dans cette discipline, un des centres les plus importants d'Europe : en effet, sous l'impulsion de la maison d'Este, de nombreux médecins passionnés de botanique affluèrent à Ferrare parmi lesquels Berengario da Carpi, Niccolò Leoniceno, Giovanni Manardo, Gabriel Fallope ainsi que Antonio Musa Brasavola, fondateur, en 1536, du jardin botanique du Belvedere.
En 1772, sous l'égide du préfet  Francesco Maria Giacomini, il est publié un catalogue contenant 2 800 taxons indigènes et exotiques. Au début du XIXe siècle, le jardin passe sous la responsabilité d'Antonio Campana dont le travail sera poursuivi par Francesco Jachelli et son fils. 
De la fin du XIXe siècle jusqu'en 1919, sa direction est confiée au professeur Carlo Massalongo, éminent savant, qui ne pourra cependant empêcher le déplacement du jardin de via Paradisio à via Scandiana, une zone qui se révèle rapidement inadaptée aux activités botaniques.
En 1925 le jardin est de nouveau déplacé jusqu'à ce qu'il soit définitivement établi en 1963, dans le jardin du palazzo Turchi Bagno. Il accueille de nombreuses espèces végétales aussi bien en plein champ que sous serre.

### Source de la traduction
- (it) Cet article est partiellement ou en totalité issu de l’article de Wikipédia en italien intitulé « Orto botanico dell'Università di Ferrara » (voir la liste des auteurs).